# Scalpelloniscus penicillatus
Scalpelloniscus penicillatus is een pissebed uit de familie Hemioniscidae. De wetenschappelijke naam van de soort is voor het eerst geldig gepubliceerd in 1981 door Grygier.